# Ludvig Zetterholm
Carl Johan Ludvig Zetterholm, född 14 februari 1818 i Linköpings församling, Östergötlands län, död 2 maj 1873 i Hovförsamlingen, Stockholms stad, var en svensk skådespelare och teaterchef.

## Biografi
Zetterholm studerade på Stockholms gymnasium, men tog 1839 anställning som skådespelare vid Ulrik Torsslows sällskap i Kirsteinska huset. 1842 anställdes han vid Anders Lindebergs Mindre teatern. Här väckte han snart uppmärksamhet för sitt humoristiska utförande av flera typer ur folkrepertoaren, till exempel kyparen Knäcksell i August Blanches Positivhataren och skomakaregesällen i Johann Nestroys Lumpazivagabundus.
År 1854 tog han anställning vid Johan Willehad Weselius sällskap vid Södra teatern på Mosebacke, och då Weselius avled 1855 övertog han ledningen av teatern och gifte sig med hans änka. 1857 brann teatern, men den återuppfördes, varefter Zetterholm var teaterchef mellan 1859 och 1873. Somrarna 1867–1872 förestod han dessutom Djurgårdsteatern. Kärntruppen i hans sällskap, som  under denna tid hade sin glansperiod med uppförande av Offenbachs operetter, bestod av komedianter som Ferdinand Thegerström, Gustaf Bergström, Carl Gustaf Lindström, August Warberg, Charlotte Bergström och Anna de Wahl.
För att minska konkurrensen slog han sig hösten 1871 samman med Ludvig Josephson och Ernst Wallmark om ett övertagande av Ladugårdslandsteatern jämte de två teatrar Zetterholm redan hade. De främsta av truppens skådespelare överansträngdes emellertid och slutade, vilket ledde till att truppens konstnärliga nivå sjönk och företagets ekonomi blev lidande. Zetterholm tog sitt liv med ett revolverskott då han för första gången under sitt direktörskap inte hade råd att betala sina skådespelare full månadslön. Sterbhusutredningen visade dock på ett betydande överskott.
Som teaterledare var Zetterholm sträng och småaktigt noggrann om helgden av sitt teaterregemente. Som skådespelare var han en god kuplettsångare och en godlynt humoristisk framställare av karaktärstyper ur folklivet. Främst bland hans roller på Södra teatern märks brukspatron Olifant i Johan Jolins Löjen och tårar.

## Teater

### Roller (ej komplett)
| År   | Roll               | Produktion                                              | Teater         |
| ---- | ------------------ | ------------------------------------------------------- | -------------- |
| 1842 |                    | Den unge kassören Auguste Arnould och Narcisse Fournier | Nya Teatern    |
| 1842 | Doktor Purgantius  | Rochus Pumpernickel Matthäus Stegmayer                  | Nya Teatern    |
| 1845 | Melchior           | Nu ska vi roa oss Johann Nestroy                        | Nya Teatern    |
| 1846 | Zachäus Schlaglieb | Betjänten professor Louis Angely                        | Mindre teatern |
| 1847 | Don Paterno        | Allas gudson Émile Souvestre                            | Mindre teatern |